# Storåker

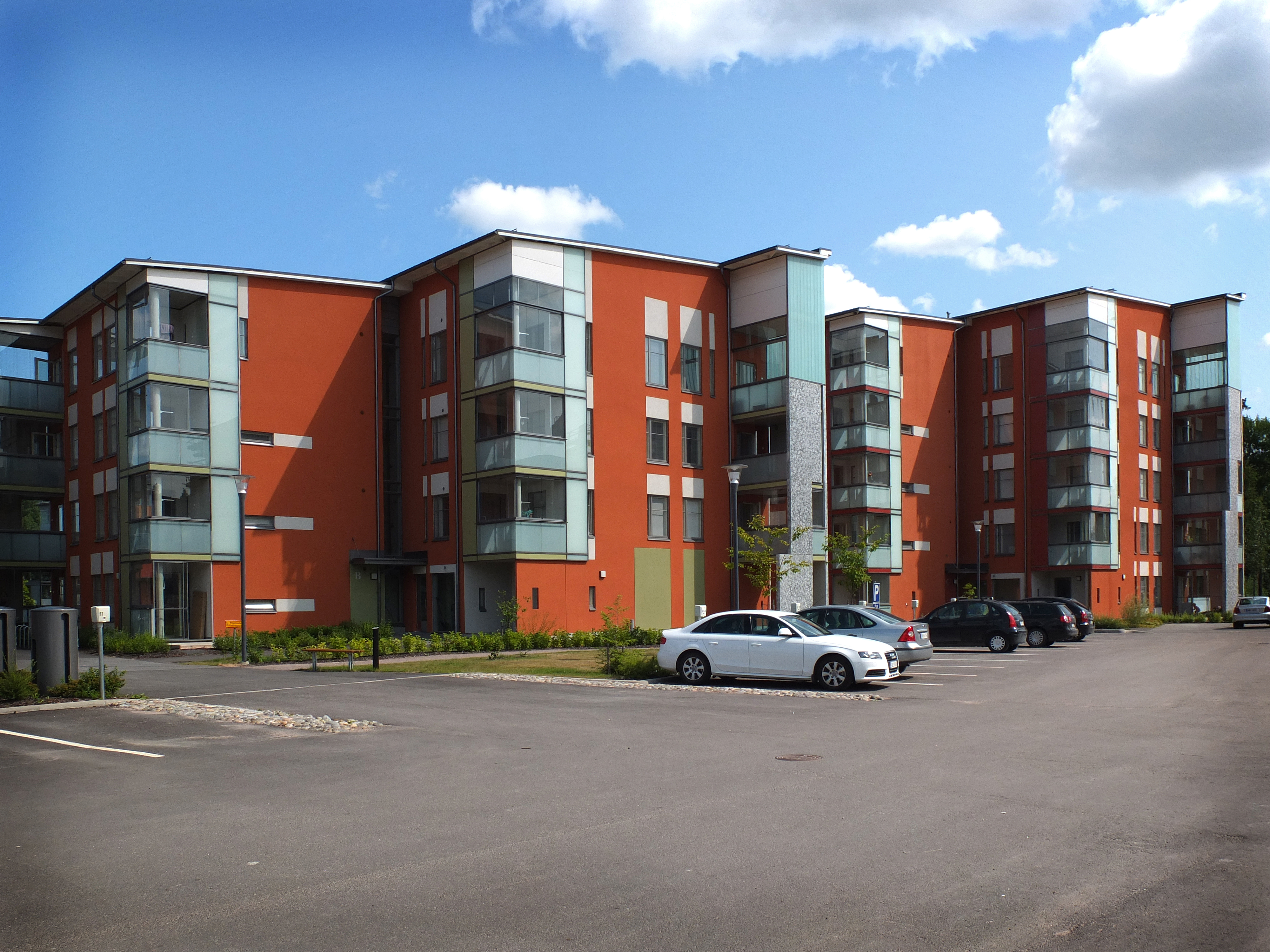
Bostadshus i Storåker, 2013.

Storåker (finska: Suurpelto) är en stadsdel i Esbo stad i Finland. Området hörde tidigare till stadsdelen Hemtans.
Storåker hör till de största stadsdelsprojekten i Esbo stad och hela huvudstadsregionen och byggnadsarbetena påbörjades officiellt i januari 2007 och den första etappen var klar år 2017. För närvarande (2024) bor omkring 6 300 invånare i Storåker, men befolkningen förväntas öka till minst 15 000 år 2050.
Storåker ligger mellan gamla Hemtans egnahemshusområde och Ring II och omfattar 325 hektar. I planerna ingår bostäder för 7 000 invånare och 9 000 arbetsplatser samt en ny planskild anslutning till ringvägen. I norr planerar Esbo stad "stadsvillor" och småhus, medan den södra delen av området mera domineras av höghus. I stadens visioner ska arbetsplatserna koncentrera sig på teknologi, undervisning och forskning. En skola av nytt slag planeras, "Lärobacken" (fi. Opinmäki), med finska, svenska och engelska klasser under samma tak. Möjligen flyttar också en internationell skola in i byggnaden.

## Naturen
Storåker är ett typiskt jordbrukslandskap med odlade åkrar. Runt åkrarna ligger skogsområden och småhusområden. Största delen av skogarna är i ekonomiskt bruk, men det finns också några urskogar och lundar, bland annat en skyddad hassellund. Storåker har rikligt med olika fågelarter, trots att området är mitt i en urban miljö. Fågelarternas mångfald har minskat sedan Ring II öppnades för trafik år 2000.[källa behövs]